# Campionato francese di hockey su pista 1912
Il Campionato francese di hockey su pista 1912 è stata la 2ª edizione del torneo di primo livello del campionato francese di hockey su pista. Esso è stato organizzato dalla Federazione di pattinaggio della Francia.
Il titolo è stato conquistato dal Tourcoing per la 1ª volta nella sua storia.

## Squadre partecipanti
| Club      | Stagione | Città     | Impianto | Stagione precedente           |
| --------- | -------- | --------- | -------- | ----------------------------- |
| Orléans   | dettagli | Orléans   |          | Campione di Francia in carica |
| Tourcoing | dettagli | Tourcoing |          | Finalista                     |

## Risultati
| Squadra 1 | Squadra 2 | Risultato      |
| --------- | --------- | -------------- |
| Tourcoing | Orléans   | Tourcoing 1912 |
| Tourcoing | Orléans   | ? - ?          |

## Verdetti
| Qualificazioni / retrocessioni | Club                  |
| ------------------------------ | --------------------- |
| Campione di Francia 1912       | Tourcoing (1º titolo) |